# Closteromerus scabriusculus
Closteromerus scabriusculus là một loài bọ cánh cứng trong họ Cerambycidae.